# Malpur
Malpur là một thị trấn thống kê (census town) của quận Sabar Kantha thuộc bang Gujarat, Ấn Độ.

## Địa lý
Malpur có vị trí 22°03′B 72°34′Đ / 22,05°B 72,57°Đ Nó có độ cao trung bình là 4 mét (13 feet).

## Nhân khẩu
Theo điều tra dân số năm 2001 của Ấn Độ, Malpur có dân số 6510 người. Phái nam chiếm 52% tổng số dân và phái nữ chiếm 48%. Malpur có tỷ lệ 72% biết đọc biết viết, cao hơn tỷ lệ trung bình toàn quốc là 59,5%: tỷ lệ cho phái nam là 79%, và tỷ lệ cho phái nữ là 64%. Tại Malpur, 12% dân số nhỏ hơn 6 tuổi.